# Boeng Pruol
Boeng Pruol es una comuna (khum) del distrito de Tboung Khmum, en la provincia de Kompung Cham, Camboya. En marzo de 2008 tenía una población estimada de 6132 habitantes.
Se encuentra ubicada en la llanura camboyana, al sureste del lago Sap (Tonlé Sap) y a escasa distancia del río Mekong y de la frontera con Vietnam.